# إدموند بوردوم
إدموند بوردوم (بالإنجليزية: Edmund Purdom)‏ هو ممثل بريطاني، ولد في 19 ديسمبر 1924 في المملكة المتحدة، وتوفي في 2009 بروما في إيطاليا.

## أعمال

### أفلام
- (1953) تيتانيك
- (1953) يوليوس قيصر[6][7]
- (1959) يوميات آن فرانك
- (1964) الرولز رويس الصفراء

## وصلات خارجية
- إدموند بوردوم على موقع IMDb (الإنجليزية)
- إدموند بوردوم على موقع ألو سيني (الفرنسية)
- إدموند بوردوم على موقع أول موفي (الإنجليزية)
- إدموند بوردوم على موقع قاعدة بيانات برودواي على الإنترنت (الإنجليزية)
- إدموند بوردوم على موقع قاعدة بيانات الأفلام السويدية (السويدية)
- إدموند بوردوم على موقع إن إن دي بي (الإنجليزية)
- إدموند بوردوم على موقع قاعدة بيانات الفيلم (الإنجليزية)
- إدموند بوردوم على موقع كينوبويسك (الروسية)